# Nunziatura apostolica nella Repubblica di Venezia
La nunziatura apostolica a Venezia o nunziatura apostolica nella Repubblica di Venezia è stata una rappresentanza diplomatica permanente della Santa Sede nella Repubblica di Venezia. La sede era a Venezia. La nunziatura era retta da un diplomatico, detto "nunzio apostolico a Venezia", che aveva il rango di ambasciatore.

## Storia
La nunziatura apostolica in Venezia fu la seconda nunziatura apostolica ufficialmente fondata dalla Santa Sede dopo quella di Spagna istituita nel 1492. Fondata nel 1498, la nunziatura veneziana ebbe grande fortuna soprattutto durante il Cinquecento in occasione delle guerre d'Italia nelle quali lo Stato della Chiesa venne coinvolto.
Nel Cinquecento, Giovanni Battista Castagna, futuro Urbano VII (il pontefice col pontificato più breve della storia), fu nunzio apostolico nella Repubblica di Venezia.
La nunziatura cessò di esistere con l'annessione della Repubblica di Venezia alla Repubblica Cisalpina per opera dei napoleonici nel 1797.

## Lista dei nunzi apostolici

### Collettori generali
- Giovanni Capogallo (1386 - 1398)

...

### Nunzi apostolici

#### XVI secolo
- Angelo Leonini (maggio 1500 - marzo 1505)
  - Sede vacante
- Angelo Leonini (settembre 1509 - 1510)
- Michele Claudio (settembre 1510 - gennaio 1512)
- Massimo Bruno (gennaio 1512 - marzo 1513)
- Pietro Bibiena (marzo 1513 - febbraio 1514)
- Bernardo Clesio (1514 - 1515)
- Sebastiano Maradini (1515 - aprile 1517)
- Latino Juvenale (aprile 1517 - settembre 1517)
- Altobello Averoldi (settembre 1517 - 1523)
- Tommaso Campeggi (1523 - 1525)
- Altobello Averoldi (1526 - 1528)
  - Sede vacante
- Roberto Maggio (1532 - marzo 1533)
- Girolamo Aleandro (aprile 1533 - novembre 1534)
- Matteo Giberti (novembre 1534 - ?)
- Girolamo Verallo (1537 - febbraio 1540)
- Giorgio Andreassi (febbraio 1540 - aprile 1542)
- Fabio Mignanelli (aprile 1542 - agosto 1544)
- Giovanni Della Casa (agosto 1544 - 1550)
- Luigi Beccatelli (marzo 1550 - 1554)
- Filippo Archinto (1554 - 1556)
- Antonio Trivulzio (1556 - 1557)
- Carlo Carafa (1557)
  - Sede vacante
- Pier Francesco Ferrero (1560 - maggio 1561)
- Ippolito Capilupi (maggio 1561 - giugno 1564)
- Guido Luca Ferrero (giugno 1564 - ottobre 1565)
- Pietro Antonio Di Capua (15 ottobre 1565 - marzo 1566)
- Giovanni Antonio Facchinetti (6 maggio 1566 - 15 giugno 1573)
- Giovanni Battista Castagna (15 giugno 1573 - giugno 1577)
- Annibale di Capua (1º luglio 1577 - settembre 1578)
- Alberto Bolognetti (10 settembre 1578 - 12 aprile 1581)
- Lorenzo Campeggi (6 maggio 1581 - giugno 1585)
- Cesare Costa (22 giugno 1585 - dicembre 1587)
- Girolamo Matteucci (dicembre 1587 - gennaio 1590)
- Marcello Acquaviva (8 gennaio 1590 - 22 dicembre 1591)
- Alessandro Musotti (22 dicembre 1591 - 1593)
- Ludovico Taverna (26 febbraio 1593 - 23 febbraio 1596)
- Antonio Maria Graziani (23 febbraio 1596 - 8 ottobre 1598)

#### XVII secolo
- Offredo Offredi (8 ottobre 1598 - 1º giugno 1605 deceduto)
- Orazio Mattei (21 luglio 1605 - 3 maggio 1606 dimesso)
- Berlingerio Gessi (4 giugno 1607 - 14 novembre 1618 dimesso)
- Sigismondo Donati (14 novembre 1618 - 12 maggio 1621 dimesso)
- Laudivio Zacchia (12 maggio 1621 - 16 dicembre 1623 dimesso)
- Giovanni Battista Agucchi (16 dicembre 1623 - 1º gennaio 1632 deceduto)
- Francesco Vitelli (25 luglio 1632 - 2 marzo 1644 dimesso)
- Angelo Cesi (2 marzo 1645 - 20 settembre 1646 deceduto)
- Scipione Pannocchieschi (6 dicembre 1646 - 3 ottobre 1652 dimesso)
- Francesco Boccapaduli (24 agosto 1652 - 24 ottobre 1654 dimesso)
- Carlo Carafa della Spina, C.R. (31 ottobre 1654 - 13 agosto 1658 nominato nunzio apostolico in Austria)
- Iacopo Altoviti (21 settembre 1658 - 22 aprile 1666 dimesso)
- Stefano Brancaccio (8 luglio 1666 - 10 aprile 1668 dimesso)
- Lorenzo Trotti (10 aprile 1668 - 1º aprile 1671 dimesso)
- Pompeo Varese (13 febbraio 1671 - 1º ottobre 1675 dimesso)
- Carlo Francesco Airoldi (29 novembre 1675 - 5 aprile 1683 deceduto)
- Giacomo Cantelmo (27 settembre 1683 - 18 aprile 1685 nominato nunzio apostolico in Svizzera)
- Giuseppe Archinto (15 dicembre 1689 - 13 gennaio 1696 nominato nunzio apostolico in Spagna)

#### XVIII secolo
- Agostino Cusani (26 aprile 1696 - 22 maggio 1706 nominato nunzio apostolico in Spagna)
  - Ottavio Gasparini (1º agosto - 1º dicembre 1706 dimesso) (internunzio)
- Giovanni Battista Anguisciola (10 novembre 1706 - 18 agosto 1707 deceduto)
  - Ottavio Gasparini (1º settembre 1707 - 1º novembre 1710 dimesso) (internunzio) (per la seconda volta)
- Girolamo Mattei Orsini (2 ottobre 1710 - 22 settembre 1713)
- Alessandro Aldobrandini (23 settembre 1713 - 1º luglio 1720 nominato nunzio apostolico in Austria)
- Carlo Gaetano Stampa (23 settembre 1720 - 7 maggio 1735 dimesso)
- Giacomo Oddi (7 febbraio 1735 - 25 febbraio 1739 nominato nunzio apostolico in Portogallo)
- Giovanni Francesco Stoppani (27 febbraio 1739 - 1º novembre 1743 dimesso)
- Martino Ignazio Caracciolo (30 dicembre 1743 - 20 dicembre 1753 nominato nunzio apostolico in Spagna)
- Antonio Branciforte Colonna (2 aprile 1754 - 29 gennaio 1760 dimesso)
- Francesco Carafa della Spina di Traetto (29 gennaio 1760 - 20 novembre 1766 nominato segretario della Congregazione dei vescovi e regolari)
- Bernardino Honorati (20 novembre 1766 - 30 settembre 1775 nominato segretario della Congregazione dei vescovi e regolari)
- Vincenzo Ranuzzi (18 settembre 1775 - 26 febbraio 1782 nominato nunzio apostolico in Portogallo)
- Giuseppe Firrao il Giovane (8 aprile 1782 - 18 agosto 1795 nominato segretario della Congregazione dei vescovi e regolari)
- Giovanni Filippo Gallarati Scotti (18 agosto 1795 - 1797 dimesso)

## Fonti
- (FR)  Henry Biaudet, Les nonciatures apostoliques permanentes jusqu'en 1648, Helsinki 1910, pp. 96, 113, 128, 143, 158, 173, 188, 203, 218, 233